# Вуйцик Володимир Степанович

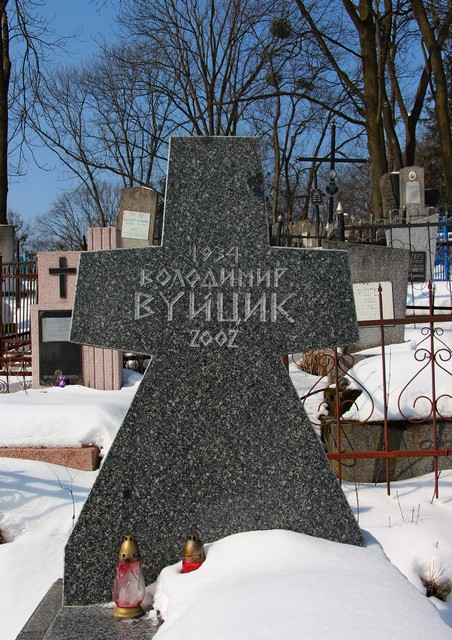

Володи́мир Степа́нович Ву́йцик (19 грудня 1934, Семенівка, нині Львівський район, Львівська область — 27 квітня 2002, Львів) — вчений-архівіст, історик мистецтва, знавець і дослідник Львова, мистецької спадщини західноукраїнських земель, був Дійсним членом Наукового Товариства імені Шевченка, членом Реставраційної ради Львівської митрополії, Товариства шанувальників Львова, Комісії міської Ради з перейменувань вулиць Львова, Реставраційної ради оо. студитів. Широкому загалу відомий книжками «Зустріч зі Львовом» та «Львівський Державний історико-архітектурний заповідник».

## Біографія
Народився 19 грудня 1934 року в селі Семенівка на Львівщині.
У 1956 році закінчив відділ декоративного розпису Львівське училище прикладного і декоративного мистецтва та вступив до Львівського державного інституту прикладного і декоративного мистецтва на факультет проєктування інтер'єрів і меблів. Звільнившись із другого курсу, у 1958 році влаштувався на роботу у Львівській картинній галереї, де працював молодшим науковим працівником, а потім реставратором малярства. Водночас навчався на заочному відділенні факультету історії й теорії мистецтв в інституті живопису, скульптури та архітектури імені І. Рєпіна у Ленінграді, який закінчив 1966 року.
У 1968 році перейшов на роботу до Львівської міжобласної спеціальної науково-реставраційної виробничої майстерні (нині — державне підприємство Український регіональний спеціалізований науково-реставраційний інститут «Укрзахідпроектреставрація»), де працював до 1998 року, обіймаючи посади наукового працівника, керівника групи, головного спеціаліста-мистецтвознавця.
Помер у Львові 27 квітня 2002 року, похований на Личаківському цвинтарі (поле № 79).

## Унікальні знахідки
- віднотована з фундаційного каменю дата спорудження церкви пророка Іллі в Галичі (1071).
- друга версія гравюри Діонісія Синкевича з видом Крехівського монастиря (1703).
- унікальний план ансамблю Свято-юрського собору й монастиря XVIII ст.
- фрагменти іконостасу Краснопущанського монастиря та інші.

## Праці
Загалом опублікував близько 250 різних за обсягом праць, основні з них:
- Вуйцик В. Львівський державний історико-архітектурний заповідник: Екскурсія по місту. — Львів : Каменяр, 1979. — 128 с.
- Вуйцик В., Липка Р. Зустріч зі Львовом: Путівник. — Львів : Каменяр, 1987. — 175 с. — 45000 прим.
- Вуйцик В. Державний історико-архітектурний заповідник у Львові. — 2-ге, доповнене. — Львів : Каменяр, 1991. — 175 с. — ISBN 5-7745-0358-5.
- Вуйцик В., Івасейко С., Слободян В. Українські церкви Бродівського району. — Львів : Місіонер, 2000. — Т. 1. — 192 с. — (Українські церкви Львівщини)

## Статті
- Архикатедра Святого Юра у Львові: Архітектурний ансамбль. — Львів, 1995.
- Будівельний рух у Львові другої половини XVIII століття // Записки Наукового товариства імені Шевченка. — Т. CCXLI. Праці Комісії архітектури та містобудування. — Львів, 2001. — С. 113—125.
- Вулиця Галицька у Львові // Вісник інституту «Укрзахідпроектреставрація». — Львів, 1998. — Ч. 10. — С. 37—61.
- Дзвіниця катедри Святого Юра у Львові та її дзвони. Київська Церква. — Львів, 2000. — № 4. — C. 79—83.
- Львівський архітектор Франціск Кульчицький (на матеріалі архівних джерел) // Вісник інституту «Укрзахідпроектреставрація». — Львів, 1996. — Чис. 5. — С. 68—82.
- Львівські барокові палаци. Палац Більських. Вісник інституту «Укрзахідпроектреставрація». 2003. — Ч. 13.
- Львівські хвіртки. До історії міських фортифікацій // Галицька брама. — 1999. — № 9—10 (57—58). — С. 14.
- Невідомий найдавніший план Святоюрської гори // Вісник інституту «Укрзахідпроектреставрація». — 2002. — Ч. 12. — С. 213—215.
- Територіальний розвиток міста Львова (до 1939 року) // Вісник інституту «Укрзахідпроектреставрація» — 1997. — Ч. 9, — С. 41—48.
- Фортифікатори Львова XV—XVII ст. // Вісник інституту «Укрзахідпроектреставрація». — 1994. — № 2. — С. 20—21.
- Шпиталь і костел Св. Лазара у Львові // Вісник інституту «Укрзахідпроектреставрація». — 2004. — Вип. 14. — С. 99—100.
- Nowe źródło do dziejów wyposażenia wnętrza kościoła Franciszkanów w Przemyślu [Архівовано 18 січня 2017 у Wayback Machine.] // Sztuka kresów wschodnich: materiały sesji naukowej. — 1998. — № 3. — S. 317—319. (пол.)
- Wiadomości o życiu i twórczości Franciszka Olędzkiego [Архівовано 23 грудня 2016 у Wayback Machine.] // Sztuka kresów wschodnich: materiały sesji naukowej. — 1998. — № 3. — S. 281—294. (пол.)
- Новый памятник древнерусской белокаменной резьбы // Памятники культуры. Новые открытия. Ежегодник 1982. — Л., Наука 1984. — С. 212—214.

## Вшанування
З нагоди 70-річчя від дня народження Вуйцика Володимира Степановича колеги присвятили його пам'яті окремий випуск вісника інституту «Укрзахідпроектреставрація» (число 14 «Володимир Вуйцик. Вибрані праці». — Львів: Інститут «Укрзахідпроектреставрація», 2004. — 328 с. — ISBN 966-95066-4-13.)